# Association sportive brestoise
 (mars 2024).
Si vous disposez d'ouvrages ou d'articles de référence ou si vous connaissez des sites web de qualité traitant du thème abordé ici, merci de compléter l'article en donnant les références utiles à sa vérifiabilité et en les liant à la section « Notes et références ».
Pour les articles homonymes, voir ASB.
L'Association sportive brestoise, abrégée en AS brestoise, est un club de football français basé à Brest.
Le club évolue en championnat Régionale 2 de Bretagne lors de la saison 2022-2023.

## Histoire
L'AS Brest est fondée le 14 juin 1905. Elle est créée sous le nom d'Association sportive Lambézelléenne. Son premier président est Eugène Berthelot et le secrétaire général d'alors se nomme G. Pouliquen. Les équipes évoluent aux plaines de la Digue (actuel Lanredec), à la plaine de Kérangoff et au Polygone à St-Pierre. Ces rencontres donnent souvent lieu à des séances de boxe collectives qui si elles permettent aux joueurs de s'échauffer, de manière peu orthodoxe, enlèvent tout sens moral au sport. 
L'US brestoise créée par Jos Guihéry le 13 février 1905 fusionne plus tard avec l'ASL. En 1910, le club se développe avec l'arrivée de nombreux joueurs de l'Armoricaine à la suite d'un problème interne.
En 1911, le club participe au championnat de 2e série en ne concédant qu'une défaite et monte en 1re série. C'est son premier titre officiel. L'année suivante, il est en finale du championnat de Bretagne. Il s'agit de sa première défaite sur son terrain de Kercastrec. Le 5 mai 1914, le club prend son nom d'Association sportive brestoise et change de terrain.
En 1923, le club affronte le Red Star 93 en 16e de finale de la Coupe de France. Il s'incline 2-0. En 1929, l'ASB est championne du groupe "A" de division d'honneur et accède pour la première fois à la poule finale du championnat de l'Ouest. En 1936, l'ASB affrontera à nouveau le Red Star est s'incline 3-1 (en quart de finale de la Coupe de France).
En 1952, le stade Menez-Paul peut accueillir 20 000 spectateurs. En 1965 et 1966, les Brestois gagnent la Coupe de l'Ouest en battant le Stade rennais à chaque reprise.
En 1973, l'équipe juniors atteint la finale de la Coupe Gambardella, dans un Stade de Penvillers, à Quimper, comble de 9 000 spectateurs. L'équipe s'incline aux tirs au but contre les juniors du Stade rennais.

## Logos

Ancien logo.
Logo actuel.

## Résultats

### Bilan saison par saison
- Si vous ne connaissez pas le sujet, laissez ce bandeau (vous pouvez alors contacter les auteurs).
- Si vous supprimez le contenu mis en cause (vous pouvez préalablement contacter les auteurs),

argumentez précisément cette suppression dans la page de discussion
(un manque de référence n'est pas un argument ; une recherche réelle de référence doit avoir été effectuée, être formellement documentée).
Le tableau ci-dessous récapitule le parcours de l'AS Brestoise en Championnat, Coupe de France et Coupe de la Ligue depuis 1918:
| Saison                         | E                                                        | Division                                                 | C                                                        | J                                                        | G                                                        | N                                                        | P                                                        | BP                                                       | BC                                                       | DB                                                       | Entraîneur                                               | Coupe de France                                          | Affl. Moy.                                               |
| Association sportive brestoise |                                                          |                                                          |                                                          |                                                          |                                                          |                                                          |                                                          |                                                          |                                                          |                                                          |                                                          |                                                          |                                                          |
| 1917-1918                      | 2                                                        | Ch; de Basse-Bretagne                                    | 1er                                                      | -                                                        | -                                                        | -                                                        | -                                                        | -                                                        | -                                                        | -                                                        | -                                                        | 1/8 f.                                                   | -                                                        |
| 1918-1919                      | ?                                                        | ?                                                        | ?                                                        | -                                                        | -                                                        | -                                                        | -                                                        | -                                                        | -                                                        | -                                                        | -                                                        | 1/8 f.                                                   | -                                                        |
| 1919-1920                      | 1                                                        | Ch. Ouest 1re série                                      | ?e                                                       | -                                                        | -                                                        | -                                                        | -                                                        | -                                                        | -                                                        | -                                                        | -                                                        | -                                                        | -                                                        |
| 1920-1921                      | 1                                                        | Ch. Ouest 1re série                                      | ?e                                                       | -                                                        | -                                                        | -                                                        | -                                                        | -                                                        | -                                                        | -                                                        | -                                                        | -                                                        | -                                                        |
| 1921-1922                      | 1                                                        | Ch. Ouest 1re série                                      | 1er                                                      | -                                                        | -                                                        | -                                                        | -                                                        | -                                                        | -                                                        | -                                                        | -                                                        | 1/32 f.                                                  | -                                                        |
| 1922-1923                      | 1                                                        | DH Ouest                                                 | 3e                                                       | 6                                                        | -                                                        | -                                                        | -                                                        | -                                                        | -                                                        | -                                                        | -                                                        | 1/16 f.                                                  | -                                                        |
| 1923-1924                      | 1                                                        | DH Ouest                                                 | 6e                                                       | 10                                                       | -                                                        | -                                                        | -                                                        | -                                                        | -                                                        | -                                                        | -                                                        | -                                                        | -                                                        |
| 1924-1925                      | 1                                                        | DH Ouest                                                 | 3e                                                       | 10                                                       | -                                                        | -                                                        | -                                                        | -                                                        | -                                                        | -                                                        | -                                                        | 1/16 f.                                                  | -                                                        |
| 1925-1926                      | 1                                                        | DH Ouest                                                 | 2e                                                       | 10                                                       | -                                                        | -                                                        | -                                                        | -                                                        | -                                                        | -                                                        | -                                                        | -                                                        | -                                                        |
| 1926-1927                      | 1                                                        | DH Ouest                                                 | 3e                                                       | 10                                                       | -                                                        | -                                                        | -                                                        | -                                                        | -                                                        | -                                                        | -                                                        | -                                                        | -                                                        |
| 1927-1928                      | 1                                                        | DH Ouest                                                 | 2e                                                       | 10                                                       | -                                                        | -                                                        | -                                                        | -                                                        | -                                                        | -                                                        | -                                                        | -                                                        | -                                                        |
| 1928-1929                      | 1                                                        | DH Ouest                                                 | 1er                                                      | 10                                                       | 7                                                        | 1                                                        | 2                                                        | -                                                        | -                                                        | -                                                        | -                                                        | -                                                        | -                                                        |
| 1929-1930                      | 1                                                        | DH Ouest                                                 | 8e                                                       | 20                                                       | 6                                                        | 6                                                        | 8                                                        | -                                                        | -                                                        | -                                                        | Robert Coat                                              | 1/32 f.                                                  | -                                                        |
| 1930-1931                      | 1                                                        | DH Ouest                                                 | 3e                                                       | 8                                                        | 5                                                        | 0                                                        | 3                                                        | -                                                        | -                                                        | -                                                        | Robert Coat                                              | -                                                        | -                                                        |
| 1931-1932                      | 1                                                        | DH Ouest                                                 | 3e                                                       | 14                                                       | 7                                                        | 2                                                        | 5                                                        | -                                                        | -                                                        | -                                                        | Paul Le Coz                                              | -                                                        | -                                                        |
| 1932-1933                      | 2                                                        | DH Ouest                                                 | 4e                                                       | 14                                                       | 6                                                        | 2                                                        | 6                                                        | 45                                                       | 39                                                       | +6                                                       | Paul Le Coz                                              | 1/32 f.                                                  | -                                                        |
| 1933-1934                      | 3                                                        | DH Ouest                                                 | 2e                                                       | 14                                                       | 10                                                       | 1                                                        | 3                                                        | 68                                                       | 25                                                       | +43                                                      | Paul Le Coz                                              | 1/32 f.                                                  | -                                                        |
| 1934-1935                      | 3                                                        | DH Ouest                                                 | 1er                                                      | 14                                                       | 12                                                       | 0                                                        | 2                                                        | 44                                                       | 21                                                       | +23                                                      | -                                                        | 1/16 f.                                                  | -                                                        |
| 1935-1936                      | 3                                                        | DH Ouest                                                 | 2e                                                       | 18                                                       | 12                                                       | 0                                                        | 6                                                        | 57                                                       | 27                                                       | +30                                                      | Kalman Székany                                           | 1/4 f.                                                   | -                                                        |
| 1936-1937                      | 4                                                        | DH Ouest                                                 | 4e                                                       | 18                                                       | 9                                                        | 3                                                        | 6                                                        | 41                                                       | 19                                                       | +12                                                      | Kalman Székany                                           | 1/16 f.                                                  | -                                                        |
| 1937-1938                      | 3                                                        | DH Ouest                                                 | 2e                                                       | 22                                                       | 14                                                       | 4                                                        | 4                                                        | 58                                                       | 34                                                       | +24                                                      | Jo Le Goff                                               | -                                                        | -                                                        |
| 1938-1939                      | 3                                                        | DH Ouest                                                 | 2e                                                       | 22                                                       | 15                                                       | 3                                                        | 4                                                        | 58                                                       | 23                                                       | +35                                                      | Raymond Demey                                            | -                                                        | -                                                        |
| 1939-1940                      | Aucune compétition à cause de la Seconde Guerre mondiale | Aucune compétition à cause de la Seconde Guerre mondiale | Aucune compétition à cause de la Seconde Guerre mondiale | Aucune compétition à cause de la Seconde Guerre mondiale | Aucune compétition à cause de la Seconde Guerre mondiale | Aucune compétition à cause de la Seconde Guerre mondiale | Aucune compétition à cause de la Seconde Guerre mondiale | Aucune compétition à cause de la Seconde Guerre mondiale | Aucune compétition à cause de la Seconde Guerre mondiale | Aucune compétition à cause de la Seconde Guerre mondiale | Aucune compétition à cause de la Seconde Guerre mondiale | Aucune compétition à cause de la Seconde Guerre mondiale | Aucune compétition à cause de la Seconde Guerre mondiale |
| 1940-1941                      | Aucune compétition à cause de la Seconde Guerre mondiale | Aucune compétition à cause de la Seconde Guerre mondiale | Aucune compétition à cause de la Seconde Guerre mondiale | Aucune compétition à cause de la Seconde Guerre mondiale | Aucune compétition à cause de la Seconde Guerre mondiale | Aucune compétition à cause de la Seconde Guerre mondiale | Aucune compétition à cause de la Seconde Guerre mondiale | Aucune compétition à cause de la Seconde Guerre mondiale | Aucune compétition à cause de la Seconde Guerre mondiale | Aucune compétition à cause de la Seconde Guerre mondiale | Aucune compétition à cause de la Seconde Guerre mondiale | Aucune compétition à cause de la Seconde Guerre mondiale | Aucune compétition à cause de la Seconde Guerre mondiale |
| 1941-1942                      | Ne participe pas à cause de l'occupation de Brest        | Ne participe pas à cause de l'occupation de Brest        | Ne participe pas à cause de l'occupation de Brest        | Ne participe pas à cause de l'occupation de Brest        | Ne participe pas à cause de l'occupation de Brest        | Ne participe pas à cause de l'occupation de Brest        | Ne participe pas à cause de l'occupation de Brest        | Ne participe pas à cause de l'occupation de Brest        | Ne participe pas à cause de l'occupation de Brest        | Ne participe pas à cause de l'occupation de Brest        | Ne participe pas à cause de l'occupation de Brest        | Ne participe pas à cause de l'occupation de Brest        | Ne participe pas à cause de l'occupation de Brest        |
| 1942-1943                      | 3                                                        | DH Bretagne                                              | 1er                                                      | 12                                                       | 5                                                        | 4                                                        | 3                                                        | 23                                                       | 22                                                       | +1                                                       | Raymond Demey                                            | -                                                        | -                                                        |
| 1943-1944                      | 3                                                        | CFA (Groupe H)                                           | 4e                                                       | 18                                                       | 10                                                       | 3                                                        | 5                                                        | 38                                                       | 21                                                       | +17                                                      | Raymond Demey                                            | 4e tour                                                  | -                                                        |
| 1944-1945                      | 3                                                        | DH Ouest                                                 | ?e                                                       | -                                                        | -                                                        | -                                                        | -                                                        | -                                                        | -                                                        | -                                                        | -                                                        | -                                                        | -                                                        |
| 1945-1946                      | 4                                                        | DH Ouest                                                 | 3e                                                       | 20                                                       | 13                                                       | 2                                                        | 5                                                        | 67                                                       | 33                                                       | +34                                                      | -                                                        | 1/32                                                     | -                                                        |
| 1946-1947                      | 4                                                        | DH Ouest                                                 | 3e                                                       | 22                                                       | 11                                                       | 6                                                        | 5                                                        | 65                                                       | 40                                                       | +25                                                      | Georges Le Vergos                                        | -                                                        | -                                                        |
| 1947-1948                      | 4                                                        | DH Ouest                                                 | 2e                                                       | 22                                                       | 15                                                       | 2                                                        | 5                                                        | 63                                                       | 36                                                       | +27                                                      | Georges Le Vergos                                        | -                                                        | -                                                        |
| 1948-1949                      | 3                                                        | CFA Ouest                                                | 4e                                                       | 22                                                       | 11                                                       | 4                                                        | 7                                                        | 46                                                       | 40                                                       | +6                                                       | Georges Le Vergos                                        | -                                                        | -                                                        |
| 1949-1950                      | 3                                                        | CFA Ouest                                                | 9e                                                       | 24                                                       | 7                                                        | 7                                                        | 10                                                       | 35                                                       | 37                                                       | -2                                                       | Sarkis Garabedian                                        | -                                                        | -                                                        |
| 1950-1951                      | 4                                                        | DH Ouest (Groupe A)                                      | 1er                                                      | 24                                                       | 20                                                       | 2                                                        | 2                                                        | 88                                                       | 23                                                       | +65                                                      | Martial Gergotich                                        | -                                                        | -                                                        |
| 1951-1952                      | 4                                                        | DH Ouest                                                 | 1er                                                      | 22                                                       | 16                                                       | 3                                                        | 3                                                        | 67                                                       | 26                                                       | +41                                                      | Martial Gergotich                                        | -                                                        | -                                                        |
| 1952-1953                      | 3                                                        | CFA (Groupe Ouest)                                       | 6e                                                       | 22                                                       | 9                                                        | 7                                                        | 6                                                        | 35                                                       | 31                                                       | +4                                                       | Martial Gergotich                                        | 1/32                                                     | 3 676                                                    |
| 1953-1954                      | 3                                                        | CFA (Groupe Ouest)                                       | 5e                                                       | 22                                                       | 10                                                       | 5                                                        | 7                                                        | 46                                                       | 32                                                       | +14                                                      | Martial Gergotich                                        | 6e tour                                                  | 3 643                                                    |
| 1954-1955                      | 3                                                        | CFA (Groupe Ouest)                                       | 9e                                                       | 22                                                       | 6                                                        | 6                                                        | 10                                                       | 33                                                       | 38                                                       | -5                                                       | Martial Gergotich                                        | -                                                        | 3 096                                                    |
| 1955-1956                      | 3                                                        | CFA (Groupe Ouest)                                       | 3e                                                       | 24                                                       | 14                                                       | 4                                                        | 6                                                        | 42                                                       | 24                                                       | +18                                                      | Martial Gergotich                                        | 1/8                                                      | 3 504                                                    |
| 1956-1957                      | 3                                                        | CFA (Groupe Ouest)                                       | 3e                                                       | 23                                                       | 11                                                       | 3                                                        | 8                                                        | 49                                                       | 24                                                       | +35                                                      | Martial Gergotich                                        | 1/32                                                     | 3 632                                                    |
| 1957-1958                      | 3                                                        | CFA (Groupe Ouest)                                       | 5e                                                       | 22                                                       | 9                                                        | 6                                                        | 7                                                        | 23                                                       | 26                                                       | -3                                                       | Martial Gergotich                                        | 6e tour                                                  | 3 470                                                    |
| 1958-1959                      | 3                                                        | CFA (Groupe Ouest)                                       | 4e                                                       | 22                                                       | 11                                                       | 3                                                        | 8                                                        | 25                                                       | 31                                                       | -6                                                       | Martial Gergotich                                        | -                                                        | -                                                        |
| 1959-1960                      | 3                                                        | CFA (Groupe Ouest)                                       | 2e                                                       | 26                                                       | 15                                                       | 6                                                        | 5                                                        | 50                                                       | 24                                                       | +26                                                      | Martial Gergotich                                        | -                                                        | -                                                        |
| 1960-1961                      | 3                                                        | CFA (Groupe Ouest)                                       | 1er                                                      | 26                                                       | 15                                                       | 9                                                        | 2                                                        | 48                                                       | 23                                                       | +25                                                      | Martial Gergotich                                        | 1/32                                                     | -                                                        |
| 1961-1962                      | 3                                                        | CFA (Groupe Ouest)                                       | 3e                                                       | 24                                                       | 12                                                       | 4                                                        | 8                                                        | 32                                                       | 25                                                       | +7                                                       | Martial Gergotich                                        | -                                                        | -                                                        |
| 1962-1963                      | 3                                                        | CFA (Groupe Ouest)                                       | 1er                                                      | 24                                                       | 14                                                       | 7                                                        | 3                                                        | 39                                                       | 17                                                       | +22                                                      | Martial Jacques                                          | 1/4                                                      | -                                                        |
| 1963-1964                      | 3                                                        | CFA (Groupe Ouest)                                       | 3e                                                       | 22                                                       | 10                                                       | 7                                                        | 5                                                        | 31                                                       | 21                                                       | +10                                                      | -                                                        | -                                                        | -                                                        |
| 1964-1965                      | 3                                                        | CFA (Groupe Ouest)                                       | 4e                                                       | 24                                                       | 6                                                        | 14                                                       | 4                                                        | 28                                                       | 27                                                       | +1                                                       | René Gaulon                                              | -                                                        | -                                                        |
| 1965-1966                      | 3                                                        | CFA (Groupe Ouest)                                       | 6e                                                       | 22                                                       | 5                                                        | 12                                                       | 5                                                        | 26                                                       | 29                                                       | -3                                                       | -                                                        | -                                                        | -                                                        |
| 1966-1967                      | 3                                                        | CFA (Groupe Ouest)                                       | 10e                                                      | 22                                                       | 7                                                        | 2                                                        | 13                                                       | 25                                                       | 36                                                       | -11                                                      | Jean-Jaques Salaün                                       | -                                                        | -                                                        |
| 1967-1968                      | 4                                                        | DH Ouest                                                 | 7e                                                       | 22                                                       | 8                                                        | 6                                                        | 8                                                        | 33                                                       | 23                                                       | +10                                                      | -                                                        | -                                                        | -                                                        |
| 1968-1969                      | 4                                                        | DH Ouest                                                 | 10e                                                      | 22                                                       | 4                                                        | 8                                                        | 10                                                       | 21                                                       | 32                                                       | -11                                                      | -                                                        | -                                                        | -                                                        |
| 1969-1970                      | 4                                                        | DH Ouest                                                 | 5e                                                       | 22                                                       | 11                                                       | 4                                                        | 7                                                        | 38                                                       | 32                                                       | +6                                                       | -                                                        | -                                                        | -                                                        |
| 1970-1971                      | 4                                                        | DH Ouest                                                 | 2e                                                       | 22                                                       | 12                                                       | 8                                                        | 2                                                        | 34                                                       | 16                                                       | +18                                                      | -                                                        | -                                                        | -                                                        |
| 1971-1972                      | 3                                                        | Division 3 (Groupe Ouest)                                | 13e                                                      | 28                                                       | 6                                                        | 8                                                        | 14                                                       | 24                                                       | 34                                                       | -10                                                      | -                                                        | 6e tour                                                  | -                                                        |
| 1972-1973                      | 4                                                        | DH Ouest                                                 | 7e                                                       | 34                                                       | 13                                                       | 11                                                       | 6                                                        | 39                                                       | 36                                                       | +3                                                       | -                                                        | -                                                        | -                                                        |
| 1973-1974                      | 4                                                        | DH Ouest                                                 | 12e                                                      | 26                                                       | 8                                                        | 6                                                        | 12                                                       | 29                                                       | 43                                                       | -14                                                      | Lucien Cerveau                                           | -                                                        | -                                                        |
| 1974-1975                      | 4                                                        | DH Ouest                                                 | 7e                                                       | 26                                                       | 10                                                       | 7                                                        | 9                                                        | 33                                                       | 32                                                       | +1                                                       | -                                                        | -                                                        | 1 217                                                    |
| 1975-1976                      | 4                                                        | DH Ouest                                                 | 5e                                                       | 26                                                       | 11                                                       | 8                                                        | 7                                                        | 49                                                       | 40                                                       | +9                                                       | Casolari                                                 | -                                                        | 1 084                                                    |
| 1976-1977                      | 4                                                        | DH Ouest                                                 | 3e                                                       | 26                                                       | 14                                                       | 8                                                        | 4                                                        | 37                                                       | 24                                                       | +13                                                      | Jean-Claude Ribeyre                                      | -                                                        | 879                                                      |
| 1977-1978                      | 4                                                        | DH Ouest                                                 | 2e                                                       | 26                                                       | 16                                                       | 3                                                        | 7                                                        | 48                                                       | 33                                                       | +15                                                      | Louis Gueguen                                            | 7e tour                                                  | 859                                                      |
| 1978-1979                      | 4                                                        | Division 4 (Groupe D)                                    | 2e                                                       | 26                                                       | 14                                                       | 7                                                        | 5                                                        | 50                                                       | 32                                                       | +18                                                      | Louis Gueguen                                            | -                                                        | -                                                        |
| 1979-1980                      | 3                                                        | Division 3 (Groupe Ouest)                                | 8e                                                       | 30                                                       | 11                                                       | 9                                                        | 10                                                       | 36                                                       | 37                                                       | -1                                                       | Laurent Bourse                                           | 7e tour                                                  | -                                                        |
| 1980-1981                      | 3                                                        | Division 3 (Groupe Ouest)                                | 9e                                                       | 30                                                       | 9                                                        | 11                                                       | 10                                                       | 39                                                       | 35                                                       | +4                                                       | Laurent Bourse                                           | 1/32                                                     | -                                                        |
| 1981-1982                      | 3                                                        | Division 3 (Groupe Ouest)                                | 9e                                                       | 30                                                       | 10                                                       | 9                                                        | 11                                                       | 38                                                       | 39                                                       | -1                                                       | Laurent Bourse                                           | -                                                        | -                                                        |
| 1982-1983                      | 3                                                        | Division 3 (Groupe Ouest)                                | 12e                                                      | 30                                                       | 10                                                       | 10                                                       | 14                                                       | 40                                                       | 42                                                       | -2                                                       | -                                                        | 7e tour                                                  | -                                                        |
| 1983-1984                      | 3                                                        | Division 3 (Groupe Ouest)                                | 8e                                                       | 30                                                       | 7                                                        | 13                                                       | 10                                                       | 25                                                       | 31                                                       | -6                                                       | Marc Rastol                                              | -                                                        | -                                                        |
| 1984-1985                      | 3                                                        | Division 3 (Groupe Ouest)                                | 6e                                                       | 30                                                       | 10                                                       | 12                                                       | 8                                                        | 35                                                       | 37                                                       | -2                                                       | -                                                        | 1/32                                                     | -                                                        |
| 1985-1986                      | 3                                                        | Division 3 (Groupe Ouest)                                | 5e                                                       | 30                                                       | 14                                                       | 8                                                        | 8                                                        | 31                                                       | 27                                                       | +4                                                       | Claude Gestin                                            | -                                                        | -                                                        |
| 1986-1987                      | 3                                                        | Division 3 (Groupe Ouest)                                | 16e                                                      | 30                                                       | 1                                                        | 10                                                       | 19                                                       | 21                                                       | 61                                                       | -40                                                      | Philippe Lemoine                                         | -                                                        | -                                                        |
| 1987-1988                      | 4                                                        | Division 4 (Groupe D)                                    | 14e                                                      | 26                                                       | 6                                                        | 7                                                        | 13                                                       | 18                                                       | 40                                                       | -22                                                      | Philippe Lemoine                                         | 8e tour                                                  | -                                                        |
| 1988-1989                      | 5                                                        | DH Ouest                                                 | 13e                                                      | 24                                                       | 4                                                        | 4                                                        | 16                                                       | 15                                                       | 44                                                       | -29                                                      | -                                                        | -                                                        | -                                                        |
| 1989-1990                      | 6                                                        | DSR Bretagne (Groupe A)                                  | 3e                                                       | 22                                                       | 11                                                       | 5                                                        | 5                                                        | 0                                                        | 0                                                        | 0                                                        | Claude Gestin                                            | -                                                        | -                                                        |
| 1990-1991                      | 6                                                        | DSR Bretagne (Groupe A)                                  | ?e                                                       | 22                                                       | 0                                                        | 0                                                        | 0                                                        | 0                                                        | 0                                                        | 0                                                        | -                                                        | -                                                        | -                                                        |
| 1991-1992                      | 6                                                        | DSR Bretagne (Groupe A)                                  | 1er                                                      | 22                                                       | 0                                                        | 0                                                        | 0                                                        | 0                                                        | 0                                                        | 0                                                        | Claude André                                             | -                                                        | -                                                        |
| 1992-1993                      | 5                                                        | DH-Bretagne                                              | 11e                                                      | 24                                                       | 6                                                        | 6                                                        | 12                                                       | 22                                                       | 33                                                       | -11                                                      | Philippe Beauvillain                                     | -                                                        | -                                                        |
| 1993-1994                      | 7                                                        | DSR Bretagne (Groupe A)                                  | 3e                                                       | 22                                                       | 10                                                       | 6                                                        | 6                                                        | 0                                                        | 0                                                        | 0                                                        | -                                                        | -                                                        | -                                                        |
| 1994-1995                      | 7                                                        | DSR Bretagne (Groupe A)                                  | 4e                                                       | 22                                                       | 10                                                       | 4                                                        | 8                                                        | 0                                                        | 0                                                        | 0                                                        | -                                                        | -                                                        | -                                                        |
| 1995-1996                      | 7                                                        | DSR Bretagne (Groupe A)                                  | 3e                                                       | 22                                                       | 10                                                       | 6                                                        | 6                                                        | 0                                                        | 0                                                        | 0                                                        | -                                                        | -                                                        | -                                                        |
| 1996-1997                      | 7                                                        | DSR Bretagne (Groupe B)                                  | 6e                                                       | 22                                                       | 9                                                        | 7                                                        | 6                                                        | 0                                                        | 0                                                        | 0                                                        | -                                                        | -                                                        | -                                                        |
| 1997-1998                      | 7                                                        | DSR Bretagne (Groupe A)                                  | 4e                                                       | 22                                                       | 9                                                        | 6                                                        | 7                                                        | 38                                                       | 32                                                       | +6                                                       | -                                                        | -                                                        | -                                                        |
| 1998-1999                      | 7                                                        | DSR Bretagne (Groupe A)                                  | 6e                                                       | 22                                                       | 8                                                        | 5                                                        | 9                                                        | 32                                                       | 37                                                       | -5                                                       | -                                                        | -                                                        | -                                                        |
| 1999-2000                      | 7                                                        | DSR Bretagne (Groupe B)                                  | 4e                                                       | 22                                                       | 9                                                        | 6                                                        | 7                                                        | 39                                                       | 25                                                       | +14                                                      | Jean-Claude Arrheur & Jean-Yves Audroin                  | -                                                        | -                                                        |
| 2000-2001                      | 7                                                        | DSR Bretagne (Groupe B)                                  | 12e                                                      | 22                                                       | 4                                                        | 2                                                        | 16                                                       | 22                                                       | 40                                                       | -18                                                      | Jean-Noël Nonotte                                        | -                                                        | -                                                        |
| 2001-2002                      | 8                                                        | DHR Bretagne (Groupe B)                                  | 4e                                                       | 0                                                        | 0                                                        | 0                                                        | 0                                                        | 0                                                        | 0                                                        | 0                                                        | -                                                        | 6e tour                                                  | -                                                        |
| 2002-2003                      | 8                                                        | DHR Bretagne (Groupe F)                                  | 9e                                                       | 0                                                        | 0                                                        | 0                                                        | 0                                                        | 0                                                        | 0                                                        | 0                                                        | -                                                        | -                                                        | -                                                        |
| 2003-2004                      | 8                                                        | DHR Bretagne (Groupe A)                                  | 3e                                                       | 0                                                        | 0                                                        | 0                                                        | 0                                                        | 0                                                        | 0                                                        | 0                                                        | -                                                        | -                                                        | -                                                        |
| 2004-2005                      | 8                                                        | DHR Bretagne (Groupe E)                                  | 5e                                                       | 0                                                        | 0                                                        | 0                                                        | 0                                                        | 0                                                        | 0                                                        | 0                                                        | -                                                        | -                                                        | -                                                        |
| 2005-2006                      | 8                                                        | DSR Bretagne (Groupe B)                                  | 4e                                                       | 0                                                        | 0                                                        | 0                                                        | 0                                                        | 0                                                        | 0                                                        | 0                                                        | -                                                        | -                                                        | -                                                        |
| 2006-2007                      | 8                                                        | DSR Bretagne (Groupe A)                                  | 11e                                                      | 22                                                       | 5                                                        | 7                                                        | 10                                                       | 23                                                       | 31                                                       | -8                                                       | -                                                        | -                                                        | -                                                        |
| 2007-2008                      | 9                                                        | DHR Bretagne (Groupe A)                                  | 8e                                                       | 24                                                       | 9                                                        | 6                                                        | 9                                                        | 28                                                       | 33                                                       | -5                                                       | -                                                        | 7e tour                                                  | -                                                        |
| 2008-2009                      | 9                                                        | DHR Bretagne (Groupe A)                                  | 7e                                                       | 22                                                       | 7                                                        | 8                                                        | 7                                                        | 32                                                       | 28                                                       | +4                                                       | -                                                        | -                                                        | -                                                        |
| 2009-2010                      | 9                                                        | DHR Bretagne (Groupe A)                                  | 11e                                                      | 22                                                       | 6                                                        | 5                                                        | 11                                                       | 24                                                       | 37                                                       | -13                                                      | -                                                        | -                                                        | -                                                        |
| 2010-2011                      | 10                                                       | PH Bretagne (Groupe B)                                   | 1er                                                      | 22                                                       | 17                                                       | 3                                                        | 2                                                        | 53                                                       | 15                                                       | +38                                                      | Marc Avril                                               | 4e tour                                                  | -                                                        |
| 2011-2012                      | 9                                                        | DHR Bretagne (Groupe A)                                  | 1er                                                      | 22                                                       | 14                                                       | 5                                                        | 3                                                        | 45                                                       | 23                                                       | +22                                                      | Marc Avril                                               | 5e tour                                                  | -                                                        |
| 2012-2013                      | 8                                                        | DSR Bretagne (Groupe A)                                  | 8e                                                       | 22                                                       | 8                                                        | 5                                                        | 9                                                        | 45                                                       | 31                                                       | +14                                                      | Marc Avril                                               | -                                                        | -                                                        |
| 2013-2014                      | 8                                                        | DSR Bretagne (Groupe A)                                  | 2e                                                       | 22                                                       | 13                                                       | 4                                                        | 5                                                        | 40                                                       | 25                                                       | +15                                                      | Marc Avril                                               | 4e tour                                                  | -                                                        |
| 2014-2015                      | 8                                                        | DSR Bretagne (Groupe A)                                  | 7e                                                       | 22                                                       | 9                                                        | 5                                                        | 8                                                        | 42                                                       | 36                                                       | +6                                                       | Tanguy Favé                                              | 4e tour                                                  | -                                                        |
| 2015-2016                      | 8                                                        | DSR Bretagne (Groupe A)                                  | 5e                                                       | 20                                                       | 8                                                        | 6                                                        | 6                                                        | 34                                                       | 28                                                       | +6                                                       | Jean-Noel Nonotte                                        | 3e tour                                                  | -                                                        |
| 2016-2017                      | 8                                                        | DSR Bretagne (Groupe A)                                  | 7e                                                       | 22                                                       | 9                                                        | 2                                                        | 11                                                       | 39                                                       | 35                                                       | +4                                                       | Jean-Noel Nonotte                                        | 3e tour                                                  | -                                                        |
| 2017-2018                      | 7                                                        | Régional 2 (Groupe A)                                    | 5e                                                       | 22                                                       | 9                                                        | 8                                                        | 5                                                        | 34                                                       | 27                                                       | +7                                                       | Jean-Noel Nonotte                                        | 2e tour                                                  | -                                                        |
| 2018-2019                      | 7                                                        | Régional 2 (Groupe A)                                    | 2e                                                       | 16                                                       | 7                                                        | 6                                                        | 3                                                        | 30                                                       | 18                                                       | +12                                                      | Jean-Noel Nonotte                                        | 3e tour                                                  | -                                                        |
| 2019-2020                      | 7                                                        | Régional 2 (Groupe A)                                    | 12e                                                      | 15                                                       | 3                                                        | 3                                                        | 9                                                        | 14                                                       | 30                                                       | -16                                                      | Jean-Noel Nonotte                                        | 3e tour                                                  | -                                                        |
| 2020-2021                      | 8                                                        | Régional 3 (Groupe B)                                    | 2e                                                       | 4                                                        | 2                                                        | 2                                                        | 0                                                        | 9                                                        | 4                                                        | +5                                                       | Jean- Noel Nonotte                                       | 2e tour                                                  | -                                                        |
| 2021-2022                      | 8                                                        | Régional 3 (Groupe B)                                    | 1er                                                      | 22                                                       | 19                                                       | 3                                                        | 0                                                        | 69                                                       | 14                                                       | +55                                                      | Alexandre Duprat                                         | 5e tour                                                  | -                                                        |
| 2022-2023                      | 7                                                        | Régional 2 (Groupe A)                                    | ?e                                                       | 0                                                        | 0                                                        | 0                                                        | 0                                                        | 0                                                        | 0                                                        | 0                                                        | Alexandre Duprat                                         | 6e tour                                                  | -                                                        |

Le niveau reste le même pour l'ASB en 2006, à la suite de la création de la DSE (niveau 7) et à la promotion administrative du club en DSR (niveau 8,anciennement niveau 7).
Le club comptabilise donc 17 saisons en CFA et 9 saisons en Division 3.

### Palmarès
- Vice-champion de France amateurs : 1963
- Vainqueur du groupe Ouest : 1961, 1963
- Champion de l'Ouest : 1935, 1952
- Vainqueur de la Coupe de l'Ouest : 1960, 1965, 1966, 1984
- Finaliste de la Coupe Gambardella 1973

### Coupe de France
Les meilleurs résultats du club sont une participation aux huitièmes de finale en 1955-1956 contre Lyon et deux participations aux quarts de finale en 1935-1936 contre le Red Star Olympique et en 1962-1963 contre Toulon.

## Joueurs
- Robert Coat
- Martial Gergotich
- Paul Le Guen
- Corentin Martins
- Patrick Colleter
- Alain Philippe
- Griedge Mbock (en jeunes)
- Hianga'a Mbock (en jeunes)
- Bernard Brochand

## Anciens entraîneurs
- 1938-1944 :  Raymond Demey
- 1949-1951 :  Sarkis Garabedian
- 1951-1956 :  Martial Gergotich
- 1956-1963 :  Martial Gergotich
- Armand Fouillen
- Marc Rastoll
- Kalman Szekany
- 2005-2006 :  Frédéric Gueguen

## Anciens présidents
- Jean-Claude Plessis[4]